# 惠阳县
惠阳县，中国广东省旧县名。大部在今惠州市境，小部位于深圳市境。
1913年，全国废府州厅改县，惠州府废。府治归善县改称惠阳县，直属广东省，后属潮循道、第四行政督察区、第五行政督察区。抗日战争时期，中共政权曾在惠阳县设立路东县和惠东县，后自然消失。
1949年5月，中共中央华南分局在惠阳县东部设中共惠东县委。10月13日，中共政权攻占惠东全境，设立惠东县。12月，惠东县并入惠阳县。惠阳县政府迁到淡水镇（今惠阳区淡水街道）。1950年4月，县政府迁至惠州城东。1958年4月，再度析置惠州市（县级）和惠东县。1958年，重新并入惠阳县。龙岗、横岗、坪山、大鹏、葵沙、南平等乡划归宝安县。1964年10月，重新设立惠州市（县级）。1965年7月，以12个公社再度设立惠东县。此时，惠阳县、惠东县同属惠阳专区。1970年10月，惠阳专区改称惠阳地区，仍隶之。1975年5月，三栋公社划归惠州市（今惠城区）。1988年1月，惠阳地区改为惠州市。
1990年3月，县城从惠州市区迁至淡水镇。11月，以澳头镇、霞涌镇和淡水镇西部设立大亚湾工业区，今大亚湾经济技术开发区。1994年5月，中国民政部批准惠阳县撤县设市，设立县级惠阳市。2003年，撤市设区，设立惠阳区。